# Junot Díaz

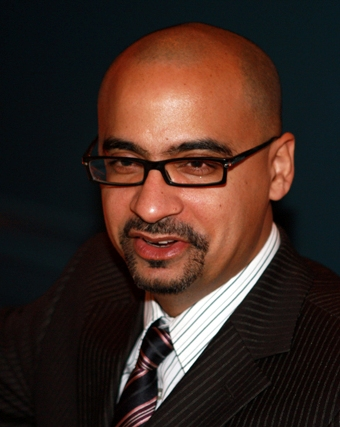
Junot Díaz

Junot Díaz (Santo Domingo, 31 december 1968) is een Amerikaans-Dominicaans schrijver. Zijn roman Het korte maar wonderbare leven van Oscar Wao (Brief Wondrous Life of Oscar Wao) werd in meerdere talen uitgebracht en won verscheidene prijzen.
Hij won een Eugene McDermott Award, een beurs van de John Simon Guggenheim Memorial Foundation, een Lila Acheson Wallace Readers Digest Award, won in 2002 de Pen/Malamud Award, in 2003 de US-Japan Creative Artist Fellowship van het National Endowment for the Arts, een beurs aan de Radcliffe Institute for Advanced Study aan de Harvard University en de Rome Prize van de American Academy of Arts and Letters. In 2007 won hij de Sargant First Novel Prize en werd hij aangewezen als een van de 39 belangrijkste Latijns-Amerikaanse schrijvers jonger dan 39 jaar door het Bogotá Book Capital of World and the Hay Festival. In september 2007 kocht Miramax de filmrechten van het boek  The Brief and Wondrous Life of Oscar Wao. In 2008 ontving hij de Pulitzerprijs voor literatuur.

## Werken
Korte verhalen
- "Ysrael" (Story, 1995)
- "How To Date A Browngirl, Blackgirl, Whitegirl, or Halfie" (The New Yorker, 1995)
- "Drown" (The New Yorker, 1996)
- "Fiesta 1980" (Story, 1996)
- "The Sun, The Moon, The Stars" (The New Yorker, 1998)
- "Otravida, Otravez" (The New Yorker, 1999)
- "Flaca" (Story, 1999)
- "Nilda" (The New Yorker, 1999)
- "The Brief Wondrous Life of Oscar Wao" (The New Yorker, 2000)
- "Homecoming, with Turtle" (The New Yorker, 2004)
- "Wildwood" (The New Yorker, 2007)
- "Alma" (The New Yorker, December 24, 2007)

Boeken
- Drown (Riverhead, 1997. ISBN 1573220418)
- The Brief Wondrous Life of Oscar Wao (Riverhead, 2007. ISBN 9781594489587)
- "This Is How You Lose Her" (Riverhead, 2012)